# Cal Vallès (Vallbona d'Anoia)
Cal Vallès és un edifici civil al nucli de Vallbona d'Anoia catalogat a l'Inventari del Patrimoni Arquitectònic de Catalunya. És una casa de tres plantes, hi destaquen l'amplitud de les estances així com un arc romànic i un tros d'arcada gòtica. És de planta rectangular amb sostre a dues aigües. L'any 1909 va ser restaurada i s'hi va afegir el tercer pis, encara es conserven els teules sota l'enrajolat. Aquests dos arcs estan disposats com si hi hagués hagut dues naus paral·leles seguint el llarg de la façana principal
Casa situada a l'antic camí ral, a un costat de l'antiga església parroquial de Sant Bartomeu. No se sap quan es va construir però se sap que va ser un hostal durant el segle xvi (la família Dolcet en tenia un altre). La família Ferrer i la família Madolell van tenir totes dues hostals com també la família Dolcet que s'extingí a final del segle xvi. L'altra és la família Jaume i Mariana Jaume, el 14 de gener de 1660 es casà amb Gabriel Vallès, pagès de l'avit, el que va donar origen a la casa de Can Vallès.